# Конёво (Невьянский муниципальный округ)
Конёво (Северо-Конёво, Конёвское) — село в Невьянском районе Свердловской области России. Входит в Невьянский муниципальный округ. Бывший центр Конёвского сельсовета Невьянского района.

## Географическое положение
Село Конёво расположено к востоку от Уральских гор, в долине реке Большой Сап (левого притока реки Аяти). Село находится к северу от Екатеринбурга, к юго-востоку от Нижнего Тагила, в 25 километрах по прямой и в 30 километрах по автодороге к востоку от районного центра — города Невьянска. Имеется система прудов. 
Благодаря возвышенному положению села и близости соснового леса, местность в начале XX века считалась здоровой. Местность возвышенная, сухая, снабжённая проточною водою; почва здесь преимущественно чернозёмная.
Ближайшие к Конёву населённые пункты: сёла Аятское, Бызово и Киприно, деревни Осиновка и Гашени.

## История села
Селение основано в 1672 году и получило название от фамилии первых поселенцев — Данилы Василевича Конева, Герасима Васильевича Конева, и Петра Васильевича Конева, — очевидно родных братьев, уроженцев Казанского перегородка, Осинского уезда.
В XIX веке село входило в состав Аятской волости Екатеринбургского уезда Пермской губернии. Согласно подворной переписи 1887 года, население села Конёво составляло 1286 жителей (624 мужчины и 662 женщины), проживавших в 269 дворах. Грамотными были только 139 мужчин и 40 женщин, учащихся — 64. В селе имелось десять промышленных заведений и две торговые лавки. В старых источниках село упоминается под названием Северо-Конёво. На юге Екатеринбургского уезда, на территории современного Каслинского района Челябинской области, существовало село Юго-Конёво (Юго-Конёвское).
В начале XX века главным занятием сельчан осталось земледелие и добыча золота на местных приисках, принадлежащих владельцам Невьянских заводов. В состав прихода входили две деревни: Гашении в 3 верстах и Осиновка в 5 верстах. В селе имелась начальное земское училище.
В советское время село было центром Конёвского сельсовета Невьянского района.

## Георгиевская церковь
В 1841 году сельчанами была приобретена и перенесена из соседнего села Аятского деревянная церковь, в 1842 году она была возведена и освящена во имя святого великомученика Георгия, но в 1899 года была упразднена в связи с ветхостью. В 1884 году была заложена каменная, трёхпрестольная церковь, которая 18 августа 1899 года была освящена во имя великомученика Георгия Победоносца. Вся церковная утварь и иконостас были перенесены из деревянной церкви ко времени освящения в новосозданный храм. Правый придел был освящён во имя мучеников Флора и Лавра, левый придел во имя великомучекницы Параскевы после 1902 года.
В 1934 году был запрещён колокольный звон, а храм был закрыт в 1935 году. В советское время в здании размещался Дом культуры, колокольня и купол не сохранились. Церковь имеет характерное отличие очень неглубоким алтарём.

## Инфраструктура
В Конёве есть православная церковь «Георгия Победоносца», клуб, библиотека, школа, детский сад, фельдшерско-акушерский пункт, отделения «Почты России» и Сбербанка, а также магазин.
Добраться до села можно на автобусе из Невьянска или Режа.

## Население
По данным Всероссийской переписи населения 2010 года, постоянное население села составляло 647 человек, из них 315 мужчин и 322 женщины. По данным Всероссийской переписи населения 2002 года, русские составляли 94 % от общего числа сельчан.
Долговременная динамика численности населения:
| Численность населения | Численность населения | Численность населения | Численность населения | Численность населения | Численность населения | Численность населения | Численность населения | Численность населения | Численность населения | Численность населения | Численность населения |
| 1858                  | 1869                  | 1887                  | 1926                  | 1937                  | 1939                  | 1959                  | 1970                  | 1979                  | 1989                  | 2002                  | 2010                  |
| --------------------- | --------------------- | --------------------- | --------------------- | --------------------- | --------------------- | --------------------- | --------------------- | --------------------- | --------------------- | --------------------- | --------------------- |
| 1085                  | 1180                  | 1285                  | н/д                   | н/д                   | н/д                   | н/д                   | н/д                   | н/д                   | н/д                   | 722                   | 647                   |